# Municipio Mapastepec
Koordinaten: 15° 26′ N, 92° 54′ W
Mapastepec ist ein Municipio im Süden des mexikanischen Bundesstaats Chiapas. Mapastepec hat etwa 44.000 Einwohner und eine Fläche von 1223,9 km². Verwaltungssitz und größter Ort des Municipios ist das gleichnamige Mapastepec.
Der Name Mapastepec kommt aus dem Nahuatl (ursprünglich Mapachtepec) und bedeutet „Berg der Waschbären“. Das Municipio hat Anteil an den Biosphärenreservaten El Triunfo und La Encrucijada.

## Geographie
Das Municipio Mapastepec liegt im Süden des mexikanischen Bundesstaats Chiapas zwischen Meereshöhe und 2800 m. Es zählt zur Gänze zur physiographischen Provinz der Cordillera Centroamericana, liegt teils in der Sierra Madre de Chiapas und teils in der Küstenebene. Es liegt zu 96 % in der hydrologischen Region Costa de Chiapas, der Rest in der Region Grijalva-Usumacinta. Die Geologie des Municipios wird zu über 47 % von Granit bestimmt bei 43 % Alluvionen; vorherrschende Bodentypen sind Cambisol (36 %), Regosol (22 %) und Leptosol (20 %). Nicht ganz die Hälfte der Gemeindefläche wird von Ackerland eingenommen, 42 % sind bewaldet.
Das Municipio Mapastepec grenzt an die Municipios Acapetahua, Acacoyagua, Capitán Luis Ángel Vidal, Montecristo de Guerrero, Ángel Albino Corzo, La Concordia und Pijijiapan sowie an den Pazifik.

## Bevölkerung
Beim Zensus 2010 wurden im Municipio 43.913 Menschen in 10.840  Wohneinheiten gezählt. Davon wurden 132 Personen als Sprecher einer indigenen Sprache registriert, darunter 41 Sprecher des Zapotekischen. Gut 16 Prozent der Bevölkerung waren Analphabeten. 15.442 Einwohner wurden als Erwerbspersonen registriert, wovon gut 78 % Männer bzw. 2,5 % arbeitslos waren. Gut 33 % der Bevölkerung lebten in extremer Armut.

## Orte
Das Municipio Mapastepec umfasst 554 bewohnte localidades, von denen nur der Hauptort vom INEGI als urban klassifiziert ist. Zwölf Orte wiesen beim Zensus 2010 eine Einwohnerzahl von über 500 auf, 498 Orte hatten weniger als 100 Einwohner. Die größten Orte sind:
| Ort                           | Einwohner |
| Mapastepec                    | 17.931    |
| Sesecapa                      | 02.143    |
| Nuevo Milenio Valdivia        | 01.789    |
| Generación 2000 Nuevo Milenio | 00.935    |
| La Alianza                    | 00.806    |